# Schellas Hyndman
Schellas Hyndman (* 1951 in Macau) ist ein US-amerikanischer Fußballtrainer und ehemaliger Fußballspieler.
Seit 2015 betreut er als Trainer die Fußballmannschaft der Grand Canyon Antelopes, welche die Universität Grand Canyon University aus Phoenix, Arizona vertreten.
Der frühere Mittelfeldspieler spielte nur wenige Jahre selbst aktiv Fußball. Seine erfolgreichste Zeit hatte er als College-Soccer-Trainer an der Southern Methodist University von 1984 bis 2008. In dieser Zeit stellte er den Rekord von 466 Siegen aus insgesamt 637 Spielen auf. 1981 wurde er zum NSCAA-Trainer des Jahres ernannt.

## Spielerkarriere
Hyndmann stammt ursprünglich aus Macau. Seine Mutter hatte russische und französische Vorfahren und sein Vater stammte aus Portugal. Nachdem die Kommunisten in China die Macht übernahmen, floh die Familie 1957 auf einem Containerschiff in die USA. Dort ließen sie sich zunächst in Springfield, Ohio nieder, ehe sie nach Vandalia, Ohio umzogen. Dort besuchte Hyndman die Butler High School.
Nach der High School wechselte er an das Eastern Illinois University, welches er aufgrund eines Fußball-Stipendiums finanzieren konnte. Gleich in seinem ersten Jahr konnte er mit der Mannschaft die NAIA National Men’s Soccer Championship gewinnen. 1973 verließ er die Eastern Illinois mit einem Bachelor-Abschluss in Sport.
1975 spielte er eine Saison lang für die Cincinnati Comets in der American Soccer League.

## Trainerkarriere
Nachdem seinem Abschluss an der Eastern Illinois University, ging er im Herbst 1973 an die Murray State University, wo er 1975 seinen Master-Abschluss erlangte. Neben seiner Studienzeit trainierte er die Fußballmannschaft der Universität. 1976 arbeitete er als Lehrer an der Escola Graduada in São Paulo. Außerdem arbeitete er in dieser Zeit als Mitarbeiter des Trainerstabs beim FC São Paulo.
1977 kehrte Hyndman wieder in die USA zurück und übernahm den Posten des Fußballtrainers an der Eastern Illinois University, dessen Fußballmannschaft in der Division II der NCAA spielte. In den folgenden sieben Jahren erzielte seine Mannschaft 98 Siege in 133 Spielen. 1981 stieg er mit der Mannschaft in die NCAA Division I auf und erreichte am Ende der Saison Platz 3. Durch die Leistung wurde er im selben Jahr zum Trainer des Jahres gewählt. 2001 wurde Hyndman in die Athletic Hall of Fame der Eastern Illinois aufgenommen.
1984 übernahm er das Traineramt an der Southern Methodist University. In über 20 Jahren gestaltete er mit den Mustangs sehr erfolgreichen Fußball und wurde in dieser Zeit mehrfach ausgezeichnet.
Am 16. Juli 2008 verließ den College-Soccer Bereich und wurde Trainer des FC Dallas. Mit der MLS-Mannschaft schaffte er es in der Saison 2010 bis in das Finale um den MLS Cup. Nach der Saison 2013 gab er seinen Rücktritt bekannt.
Seit dem 13. Januar 2015 trainiert der die College-Soccer-Mannschaft der Grand Canyon University.

## Trivia
- Hyndman wurde 2001 Mitglied des NSCAA Executive Committees und übernahm 2005 für ein Jahr den Platz des Präsidenten der National Collegiate Athletic Association.
- Neben dem Fußball lehrt er die japanische Kampfkunst Daitō-ryū Aiki-jūjutsu.[2]
- Sein Enkel, Emerson Hyndman, ist US-amerikanischer Nationalspieler und spielt für den FC Fulham in England.